# Natação no Campeonato Europeu de Esportes Aquáticos de 2014 - 4x200 m livre feminino
A prova do revezamento 4x200 metros livre feminino da natação no Campeonato Europeu de Esportes Aquáticos de 2014 ocorreu no dia 21 de agosto em Berlim, na Alemanha. 

## Calendário
| Fase  | Data         | Hora  |
| ----- | ------------ | ----- |
| Final | 21 de agosto | 19:38 |

Todos os horários estão no horário local (UTC+1)

## Recordes
Antes desta competição, os recordes eram os seguintes:
| Recorde mundial       | China       | 7:42.08 | Roma      | 30 de julho de 2009 |
| Recorde europeu       | Reino Unido | 7:45.51 | Roma      | 30 de julho de 2009 |
| Recorde do campeonato | Alemanha    | 7:50.82 | Budapeste | 3 de agosto de 2006 |

Os seguintes novos recordes foram estabelecidos durante esta competição. 
| Data         | Prova | Nadadores | Nacionalidade | Tempo   | Recordes              |
| ------------ | ----- | --- | ------------- | ------- | --------------------- |
| 21 de agosto | Final | Alice Mizzau (1:58.34) Stefania Pirozzi (1:57.63) Chiara Masini Luccetti (1:58.06) Federica Pellegrini (1:56.50) | Itália        | 7:50.53 | Recorde do campeonato |

## Medalhistas
| Ouro                                                                                    | Prata                                                                       | Bronze                                                                           |
| Itália · Alice Mizzau · Stefania Pirozzi · Chiara Masini Luccetti · Federica Pellegrini | Suécia · Michelle Coleman · Louise Hansson · Sarah Sjöström · Stina Gardell | Hungria · Zsuzsanna Jakabos · Evelyn Verrasztó · Boglárka Kapás · Katinka Hosszú |

## Resultados final
Esse foi o resultado da final. 
| Pos.              | Raia | Nacionalidade | Nadadoras | Tempo   | Notas                 |
| ----------------- | ---- | ------------- | --- | ------- | --------------------- |
| Medalha de ouro   | 1    | Itália        | Alice Mizzau (1:58.34) Stefania Pirozzi (1:57.63) Chiara Masini Luccetti (1:58.06) Federica Pellegrini (1:56.50)                    | 7:50.53 | Recorde do campeonato |
| Medalha de prata  | 2    | Suécia        | Michelle Coleman (1:57.20) Louise Hansson (1:58.68) Sarah Sjöström (1:53.64) Stina Gardell (2:01.51)                                | 7:51.03 |                       |
| Medalha de bronze | 8    | Hungria       | Zsuzsanna Jakabos (1:59.25) Evelyn Verrasztó (1:59.69) Boglárka Kapás (1:58.71) Katinka Hosszú (1:56.58)                            | 7:54.23 |                       |
| 4                 | 5    | Rússia        | Veronika Popova (1:56.78) Viktoriya Andreeva (1:59.11) Arina Openysheva (1:59.54) Victoria Malyutina (1:59.43)                      | 7:54.86 |                       |
| 5                 | 4    | França        | Charlotte Bonnet (1:58.62) Ophelie Cyrielle Etienne (2:00.11) Coralie Balmy (1:56.28) Cloe Hache (2:00.35)                          | 7:55.36 |                       |
| 6                 | 3    | Reino Unido   | Rebecca Turner (2:00.42) Jazmin Carlin (1:57.46) Shauna Lee (1:59.77) Aimee Willmott (1:59.60)                                      | 7:57.25 |                       |
| 6                 | 7    | Espanha       | Melanie Costa Schmid (1:57.04) Fatima Gallardo Carapeto (1:59.77) Judit Ignacio Sorribes (2:00.34) Mireia Belmonte Garcia (2:00.10) | 7:57.25 |                       |
| 8                 | 6    | Suíça         | Noemi Girardet (2:03.05) Danielle Carmen Villars (2:01.99) Lisa Stamm (2:03.56) Martina Van Berkel (2:01.93)                        | 8:10.53 |                       |

Legenda
| Recorde mundial       | Recorde mundial (World record)               |                       | Recorde africano                      | Recorde africano (African) |                                           | Q | Classificado por posição (Qualified) |
| Recorde do campeonato | Recorde do campeonato (Championship record)  | Recorde da América    | Recorde da América (Americas)         | q                          | Classificado por melhor tempo (Qualified) |   |                                      |
| Melhor marca do ano   | Melhor marca do ano (World leading)          | Recorde asiático      | Recorde asiático (Asian)              | DNS                        | Não largou (Did not start)                |   |                                      |
| Recorde nacional      | Recorde nacional (National record)           | Recorde europeu       | Recorde europeu (European)            | DNF                        | Não terminou (Did not finish)             |   |                                      |
| Recorde pessoal       | Recorde pessoal do atleta (Personal best)    | Recorde da Oceania    | Recorde da Oceania (Oceania)          | DSQ / DQ                   | Desclassificado (Disqualified)            |   |                                      |
| Recorde da temporada  | Recorde da temporada do atleta (Season best) | Recorde sul-americano | Recorde sul-americano (South America) | NM                         | Sem marca (No mark)                       |   |                                      |